# Mulmknäppare
Mulmknäppare (Elater ferrugineus) är en skalbaggsart som beskrevs av Carl von Linné 1758. Mulmknäppare ingår i släktet Elater, och är en av våra största arter inom familjen knäppare. Enligt den svenska rödlistan är arten sårbar i Sverige. Arten förekommer i södra Sverige upp till Uppland och Västmanland. Arten har fått sitt namn av att den lever i mulm i gamla ihåliga träd, i Sverige främst i ekar. Larven är ett rovdjur.

## Bildgalleri

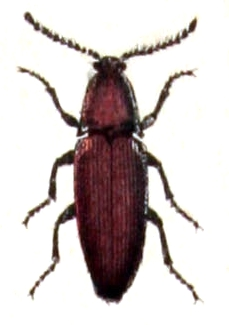

Täckvingarna är alltid roströda. Halsskölden varierar i färg. I Sverige är den, till skillnad från på denna bild, vanligen svart.